# Tadeusz Kołeczek

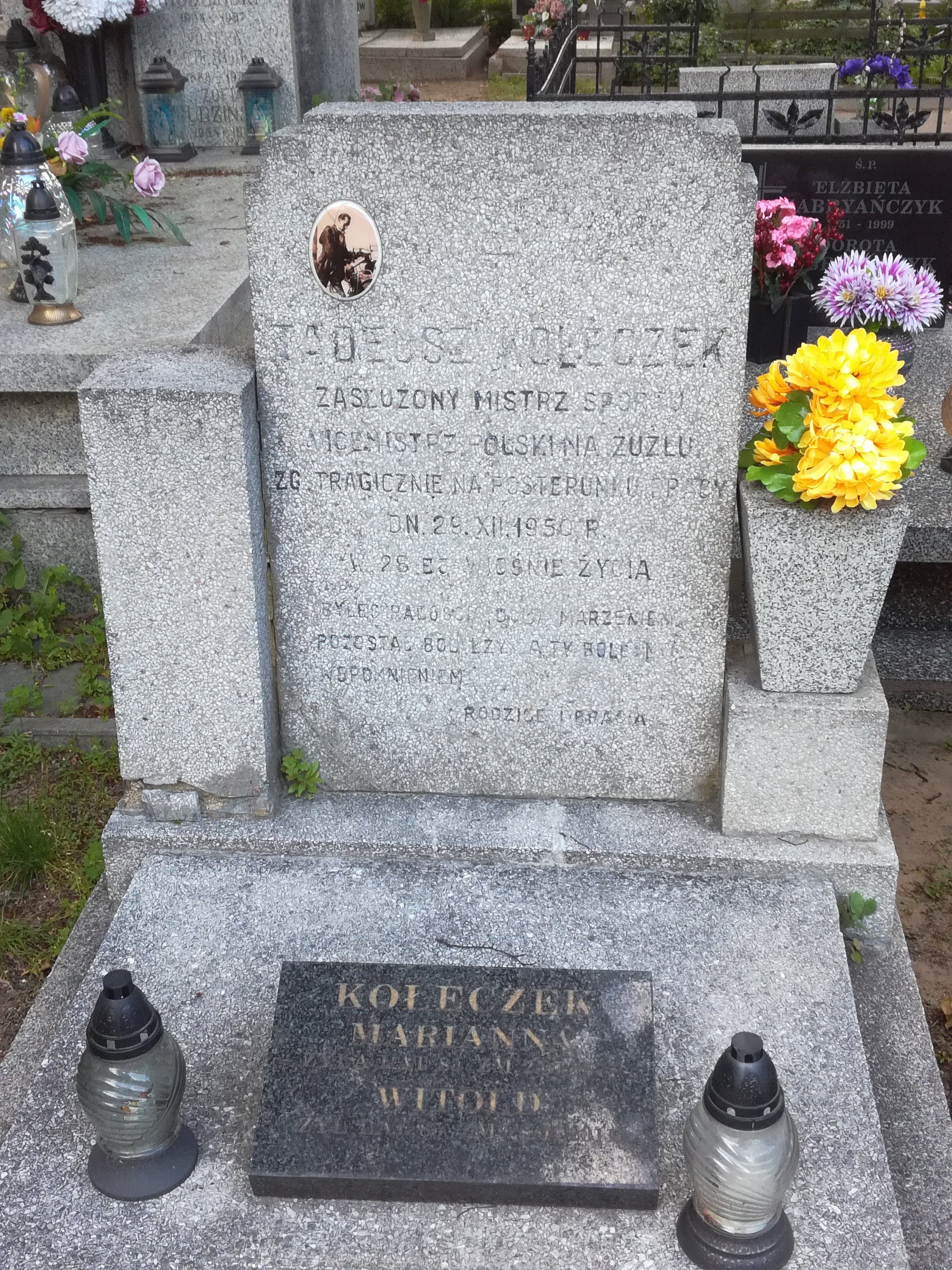
Grób Tadeusza Kołeczka na Starym Cmentarzu w Łodzi

Tadeusz Kołeczek (ur. 20 kwietnia 1922 w Zgierzu, zm. 29 grudnia 1950 w Łodzi) – polski żużlowiec.
Pasja do motocykli zrodziła się w nim podczas okupacji niemieckiej podczas II wojny światowej, jako 17-letni chłopak wraz z bratem Witoldem dostał nakaz pracy w zakładzie motoryzacyjnym. Kiedy Niemcy uciekali przed Rosjanami z Łodzi udało mu się z bratem skompletować z różnych części dwa wojskowe motocykle: BMW 500 i Zündappa 600, a ponieważ trudno wtedy było zarejestrować prywatny motocykl obaj zapisali się do klubu sportowego.
Sport żużlowy uprawiał zaledwie przez 3 lata, reprezentując barwy klubu Ogniwo (Tramwajarz) Łódź. W 1949 r. po raz pierwszy w karierze wystąpił w rozegranym w Lesznie finale indywidualnych mistrzostw Polski, zajmując X miejsce. W 1950 r. ponownie zakwalifikował się do finału mistrzostw kraju, zdobywając w Krakowie srebrny medal. Reprezentował Polskę w meczach międzynarodowych przeciwko Czechosłowacji (1948, 1950), Szwecji (1949) oraz Holandii (1949).
Zmarł 29 grudnia 1950 r. w wyniku tragicznego wypadku, któremu uległ podczas wykonywania robót remontowych w łódzkim ogrodzie zoologicznym (wybuch butli z acetylenem). Spoczywa na cm. Starym przy ul. Ogrodowej w Łodzi (pogrzeb odbył się 1 stycznia 1951, z kościoła MB Zwycięskiej przy ul. Łąkowej).
W następnych latach organizowano w Łodzi Memoriał Żużlowy im. T. Kołeczka.